# Everswinkel

Everswinkel est une commune de Rhénanie-du-Nord-Westphalie (Allemagne), située dans l'arrondissement de Warendorf, dans le district de Münster, dans le Landschaftsverband de Westphalie-Lippe.